# جورج هيرزوغ
جورج هيرزوغ (بالإنجليزية: George Herzog)‏ هو أستاذ جامعي أمريكي، ولد في 11 ديسمبر 1901 في بودابست في المجر، وتوفي في 4 نوفمبر 1983 في إنديانابوليس في الولايات المتحدة.